# Haugaland tingrett

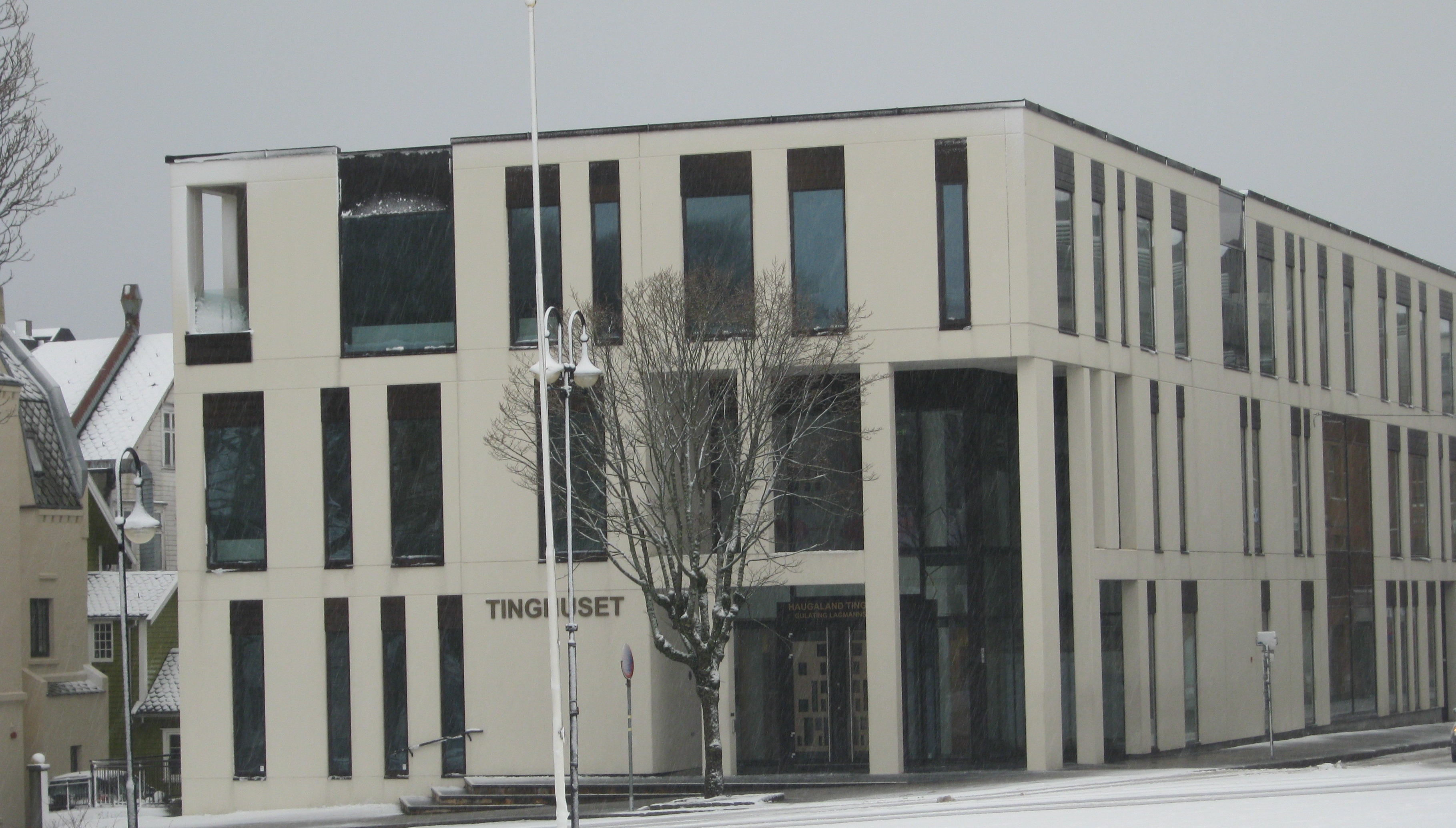
Tinghus in Haugesund

Haugaland tingrett is een tingrett (kantongerecht) in de Noorse fylke Rogaland. Het gerecht is gevestigd in Haugesund. Het huidige tingrett ontstond in 2008 toen het tingrett voor Haugesund fuseerde met het gerecht voor Karmsund.
Het gerechtsgebied omvat de gemeenten Haugesund, Bokn, Etne, Karmøy, Sauda, Suldal, Tysvær, Utsira en Vindafjord. Haugaland maakt deel uit van het ressort van Gulating lagmannsrett. In zaken waarbij beroep is ingesteld tegen een uitspraak van Haugaland zal de zitting van het lagmannsrett meestal worden gehouden in Stavanger. 